# Colón, Cuba
Colón este un oraș din Cuba. Economia orașului se bazează pe agricultură (trestie de zahăr, tutun, citrice, miere).